# Yläne

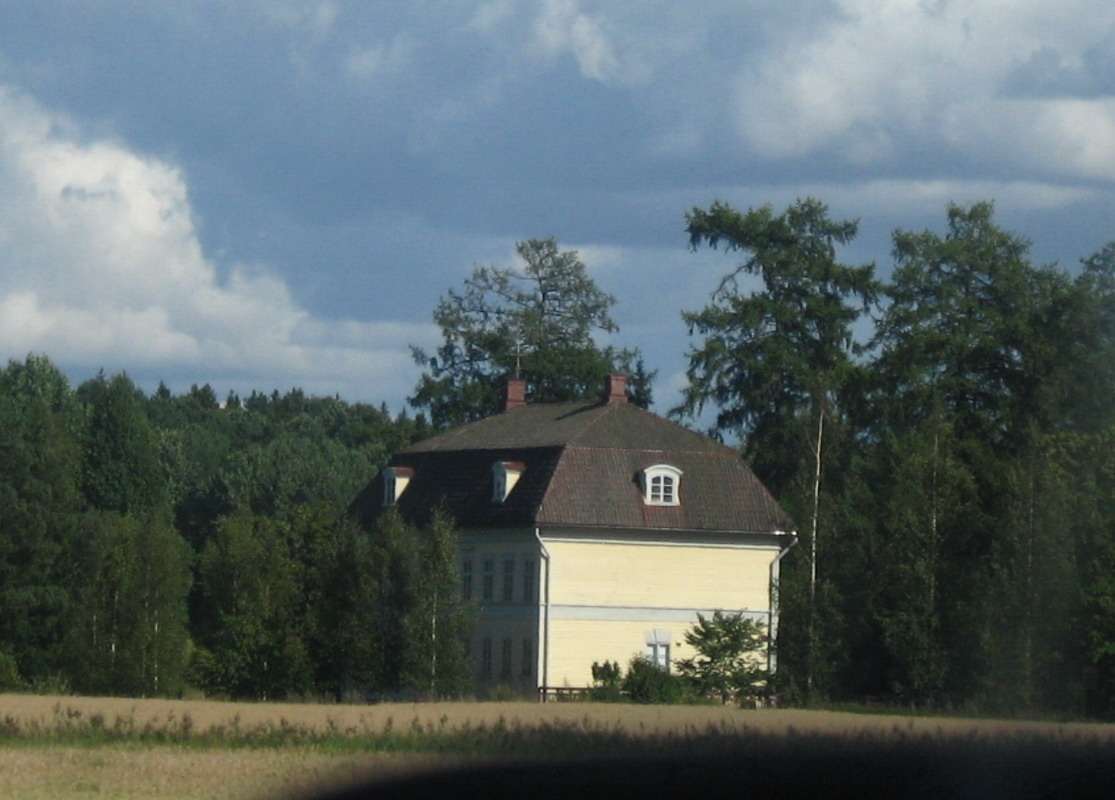
Yläne gammelgård

Yläne var en kommun i landskapet Egentliga Finland i Västra Finlands län. Den 1 januari 2009 uppgick Yläne i Pöytis kommun. Innan kommunsammanslagningen hade Yläne 2 120 invånare och en yta på 364,77 km². Befolkningstätheten var 6,17 invånare/km2.
Yläne var enspråkigt finskt. Kommunens grankommuner var Alastaro, Aura kommun, Eura, Masko, Nousis, Oripää, Pöytis, Säkylä, Vahto, Virmo och Åbo. De tidigare grankommunerna inkluderade även Honkilax, som slogs samman med Eura 1970, Patis som gick upp i Åbo 1973 och Karjala som införlivades i Virmo år 1977.

## Geografi
Genom Yläne rinner Yläne å till sjön Pyhäjärvi. Den största sjön i Yläne är Elijärvi. I Ylänes sydvästra del ligger Vaskijärvi naturpark, grundad 1956 och utvidgad 1983. Kurjenrahka nationalpark sträcker sig också till Yläne vid Kuhankuono. 

### Byar
Byar i jordregistret:
Heinijoki, Kajava, Keihäskoski, Kurala, Kärrilä, Latvo, Lietsa, Mettäinen, Mykkälä, Mäenpää, Nokkala, Osa, Pramila, Tourula, Nygård (finska: Uusikartano), Vainionperä, Vimpa, Yläne, Yläne kyrkoby, Ylänehaveri
Övriga områden:
Huvitus, Korkeakoski, Kirkonkylä, Kolinummi, Rannanmäki, Otsola, Ristinummi.

## Historia
Yläne har varit bebott redan under förhistorisk tid och är i detta avseende knuten till den gamla bosättningen i Eura och Säkylä. År 1954 hittades Anivehma gravfält från Yläne gammelgårds område. Gravfältet är från järnåldern. I arkeologiska utgrävningar hittade man 83 gravar varav den äldsta var från 700-talet.
Fram till 1800-talet var Yläne en kapell under Pöytis kyrksocken. Yläne kapell nämns 1392 men det är osäkert under vilken kyrksocken det då lydde. Kyrkligt hörde Yläne till Egentliga Finland men administrativt hörde socken till Nedre Satakunda och Kjulo fjärding i  Kumogårds län.
Det har funnits tre stora herrgårdar i Yläne: Yläne gammelgård, Uusikartano och Tourula. Yläne gammelgård (urpsrungligen Yläne gård) har bland annat ägds av släkterna Djäkn, Fleming, Creutz, Lybecker och Jägerhorn. Yläne gammelgård är en medeltida frälsegård.
Yläne fick sin egen kommunalförvaltning år 1869. Yläne församling blev självständig år 1879. Församlingens kyrka, Yläne kyrka, har byggts 1782. Yläne uppgick i Pöytis den 1 januari 2009.

## Trafik
De viktigaste trafiklederna i Yläne är Regionväg 204 mellan Lundo och Eura och Regionväg 210. Förbindelseväg 2043 sträcker sig från Yläne till Pöytis och Förbindelseväg 2020 från Yläne till Virmo.

## Kultur
Museiverket har klassificerat Yläne kyrkbacke och Yläne prästgård till en värdefull byggd kulturmiljö av riksintresse. Samma klassificering har även tilldelats Yläne gammelgård med dess odlingslandskap.

### Sevärdheter
- Yläne kyrka
- Yläne hembygdsmuseum
- Vaskijärvi naturpark
- Kurjenrahka nationalpark

## Välkända människor från Yläne
- Sune Carlsson, orgelkonstnär och tonsättare
- Carl Helenius, poet och präst
- Annika Haavio-Tapaninen, författare
- Kyösti Mäkimattila, sångare
- Vihtori Ylinen, målare
- Johan Reinhold Sahlberg, entomolog (bodde i Yläne)